# Lawrence (Nova York)
Lawrence és una població dels Estats Units a l'estat de Nova York. Segons el cens del 2000 tenia 6.522 habitants.

## Demografia
Segons el cens del 2000, Lawrence tenia 6.522 habitants, 2.113 habitatges, i 1.629 famílies. La densitat de població era de 654,1 habitants/km².
Dels 2.113 habitatges en un 37,6% hi vivien nens de menys de 18 anys, en un 69,7% hi vivien parelles casades, en un 5,5% dones solteres, i en un 22,9% no eren unitats familiars. En el 20,8% dels habitatges hi vivien persones soles el 13% de les quals corresponia a persones de 65 anys o més que vivien soles. El nombre mitjà de persones vivint en cada habitatge era de 3,09 i el nombre mitjà de persones que vivien en cada família era de 3,62.
Per edats la població es repartia de la següent manera: un 32,6% tenia menys de 18 anys, un 6,9% entre 18 i 24, un 20,3% entre 25 i 44, un 24% de 45 a 60 i un 16,1% 65 anys o més.
L'edat mediana era de 37 anys. Per cada 100 dones de 18 o més anys hi havia 89,7 homes.
La renda mediana per habitatge era de 104.845 $ i la renda mediana per família de 129.779 $. Els homes tenien una renda mediana de 99.841 $ mentre que les dones 41.094 $. La renda per capita de la població era de 51.602 $. Entorn del 4,3% de les famílies i el 6,3% de la població estaven per davall del llindar de pobresa.